# لومونتیت
لومونتیت  (به انگلیسی: Laumontite) با فرمول شیمیایی Ca[Al2Si4 O12].4H2O از مجموعه کانی هاست و حل شونده در HCl از نام یک کانی‌شناس (Laumont) گرفته شده‌است. حل شونده در HCl CaO:۱۱٫۹۲٪ Al2O۳:۲۱٫۶۷٪ SiO۲:۵۱٫۰۹٪ H2O:۱۵٫۳۲٪ برای اولین بار در چک اسلواکی کشف شد و از نظر شکل بلور: منشوری، رنگ: سفید - خاکستری - زرد - قرمز، شفافیت: نیمه شفاف، جلا: شیشه‌ای - صدفی - کدر، رخ: کامل، سیستم تبلور: مونوکلینیک و در رده‌بندی سیلیکات است و منشأ تشکیل آن هیدروترمال است.
همایند کانی‌شناسی (پارانژ) آن باونیت- هولاندیت- چاباسیت است.
، از نظر ژیزمان بلور- اگرگات الیافی - توده‌ای - خاکی فراوان است و بیشتر در آلمان غربی، چک اسلواکی، ایتالیا، آمریکا و برزیل یافت می‌شود.